# Museo Casa Quiroga
Le Museo Casa Quiroga (en français : Musée de la Maison Quiroga) est un espace muséographique dédié à l'écrivain Horacio Quiroga et situé dans Salto, capitale du département de Salto, en Uruguay. La Maison Horacio Quiroga est à la fois un centre culturel, un musée et un mausolée qui est aménagée dans une ancienne résidence d'été de la famille du célèbre écrivain natif de Salto.

## Situation
Le Musée Horacio Quiroga est situé à deux kilomètres au nord de la place Artigas qui est la place principale  du centre-ville de Salto. Il fait partie du Barrio Fatima, et se trouve au nord-ouest du Parque Benito Solari, le plus grand parc urbain de Salto. Il est longé par l'avenue Feliciano Viera.

## Description
Ce musée dépend de l'Intendance de Salto depuis l'année 2000 après avoir été une école depuis 1936. La propriété avec son bâtiment central percé de grandes fenêtres qui allie plusieurs styles architecturaux (français,  italien et anglais) et pourvu d'une galerie surmontée d'une balustrade, est sise au milieu d'un parc arboré. Cet ensemble patrimonial exceptionnel est devenu un musée municipal depuis 2004.
Le musée constitue un espace social, artistique et rassemble des expositions qui ont été aménagés dans ce qui est la cinquième maison de la famille Quiroga ; celle-ci datant du XIXe siècle était la maison d'été de l'écrivain. Dans cet espace muséographique, les objets personnels de l'écrivain Horacio Quiroga sont exposés ainsi que  l'urne funéraire qui contient ses cendres datant de 1937. Le bâtiment est divisé en plusieurs salles d'exposition organisées autour de la vie de l'écrivain né à Salto le 31 décembre 1878. Parmi celles-ci figurent la Sala Epoca où sont exposés les vieux meubles et objets de la famille Quiroga, la Sala de Traduccionnes, la Sala de la Critica et la Sala de Primeras Edicións où sont disposées les œuvres littéraires du poète et écrivain. De plus, il existe une salle dédiée à une poétesse originaire de Salto, Marosa Di Giorgio, qui a été inaugurée en 2006.
Le musée se destine également comme centre littéraire et culturel, équipé d'un auditorium, où se rencontrent les écrivains de Salto et sa région.

## Galerie

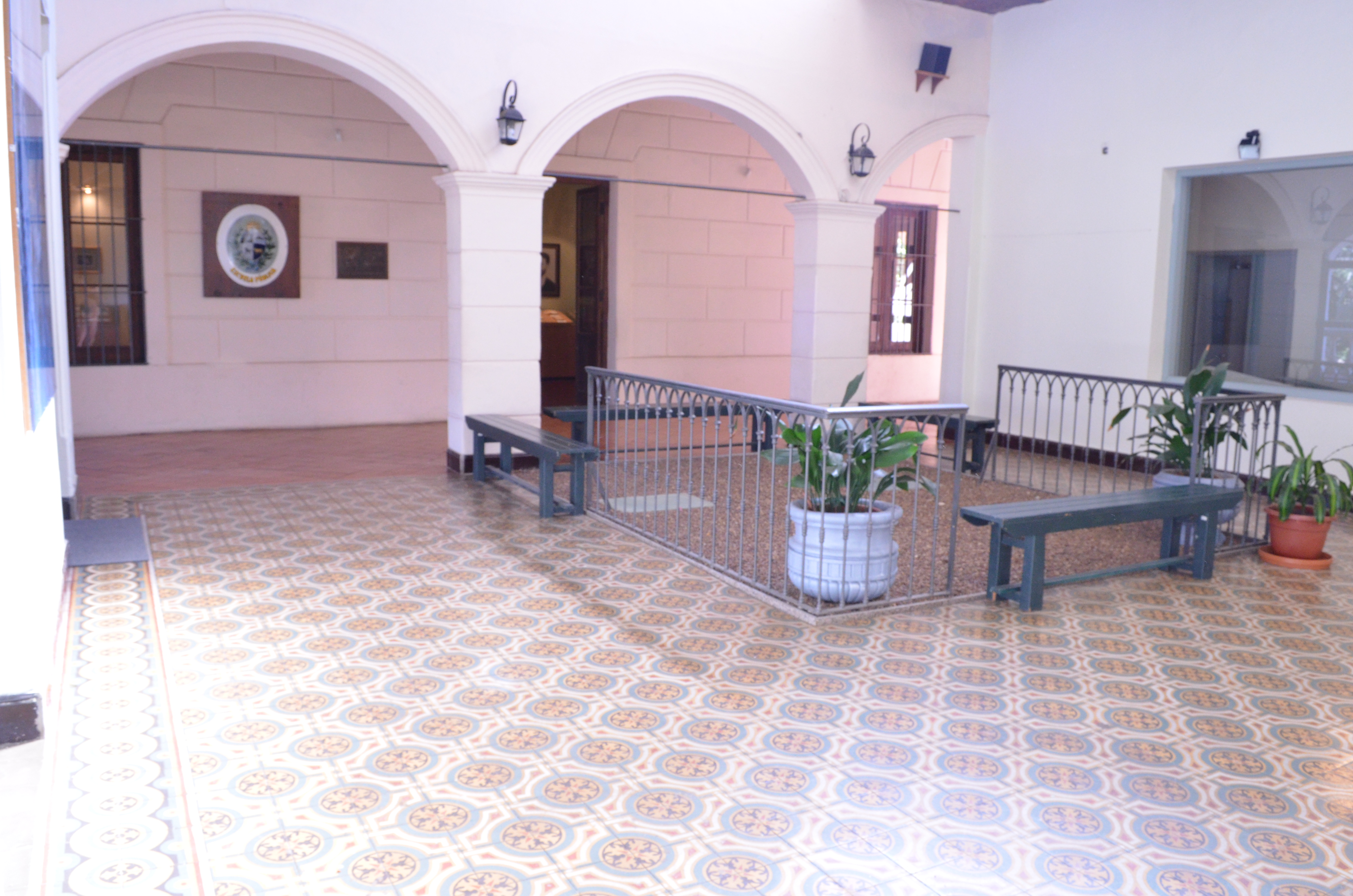
Intérieur du  Museo Casa Quiroga.
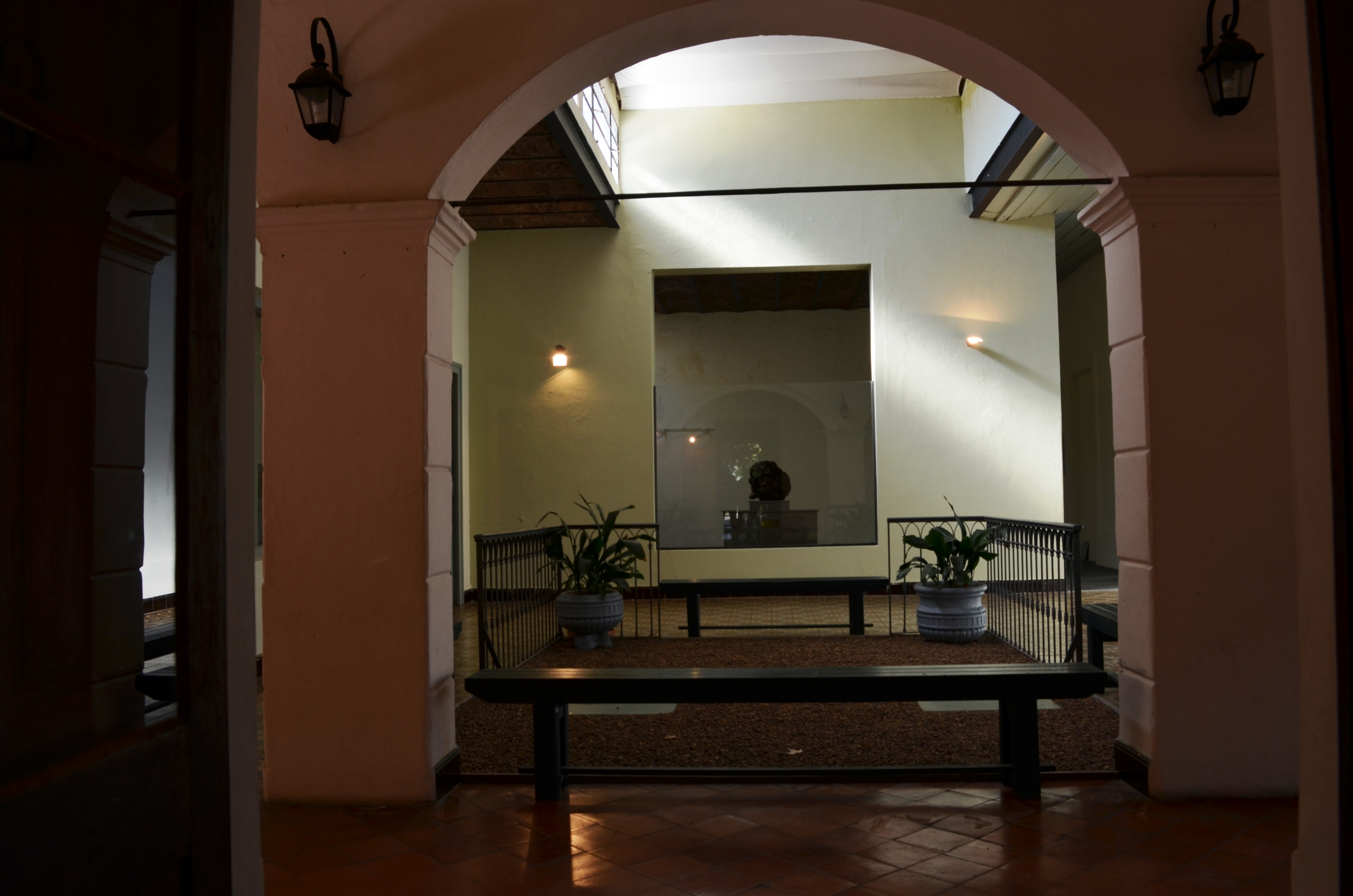
Autre vue intérieure du Musée.
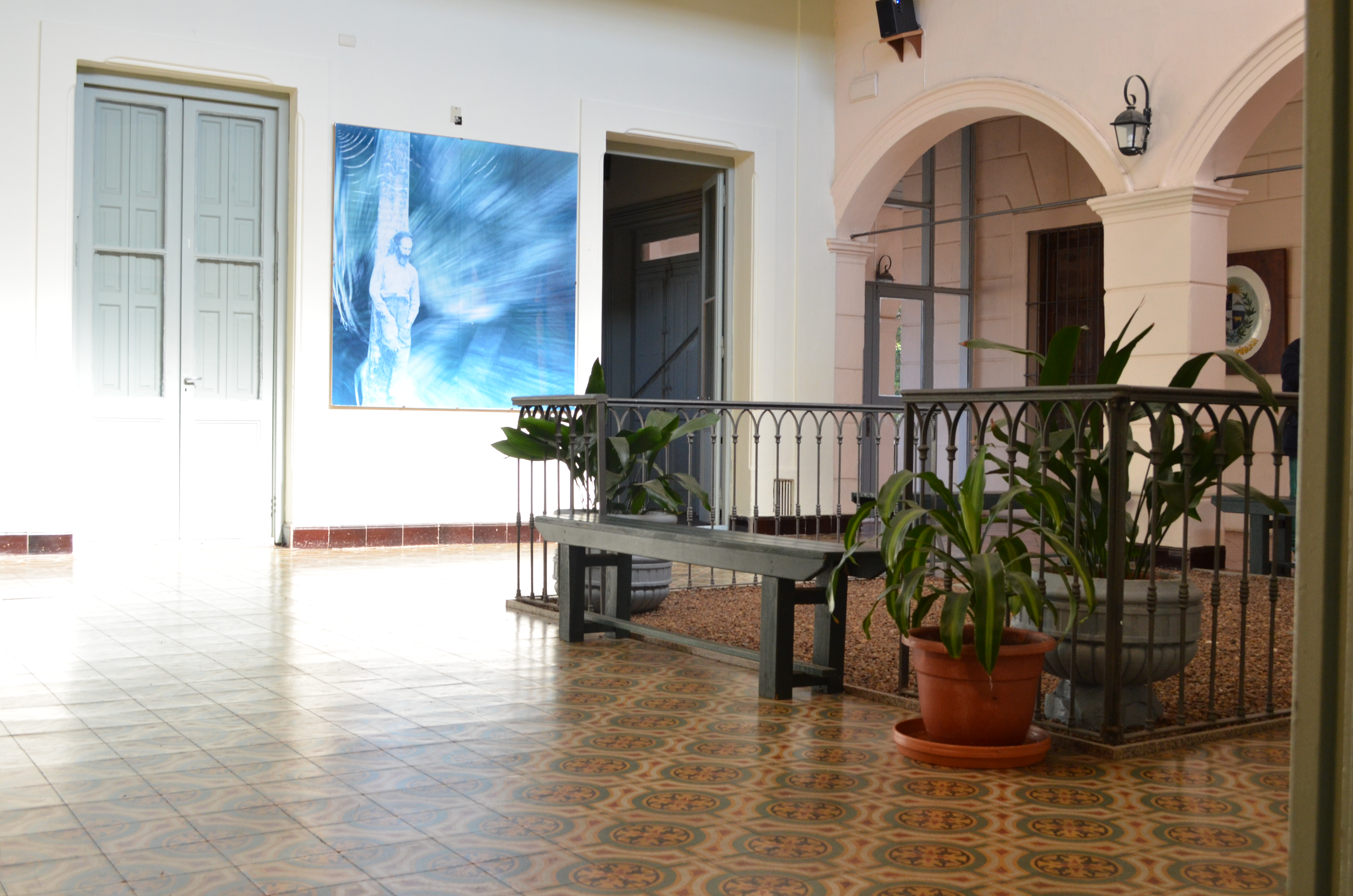
Exposition des œuvres de l'artiste Horacio  Quiroga.
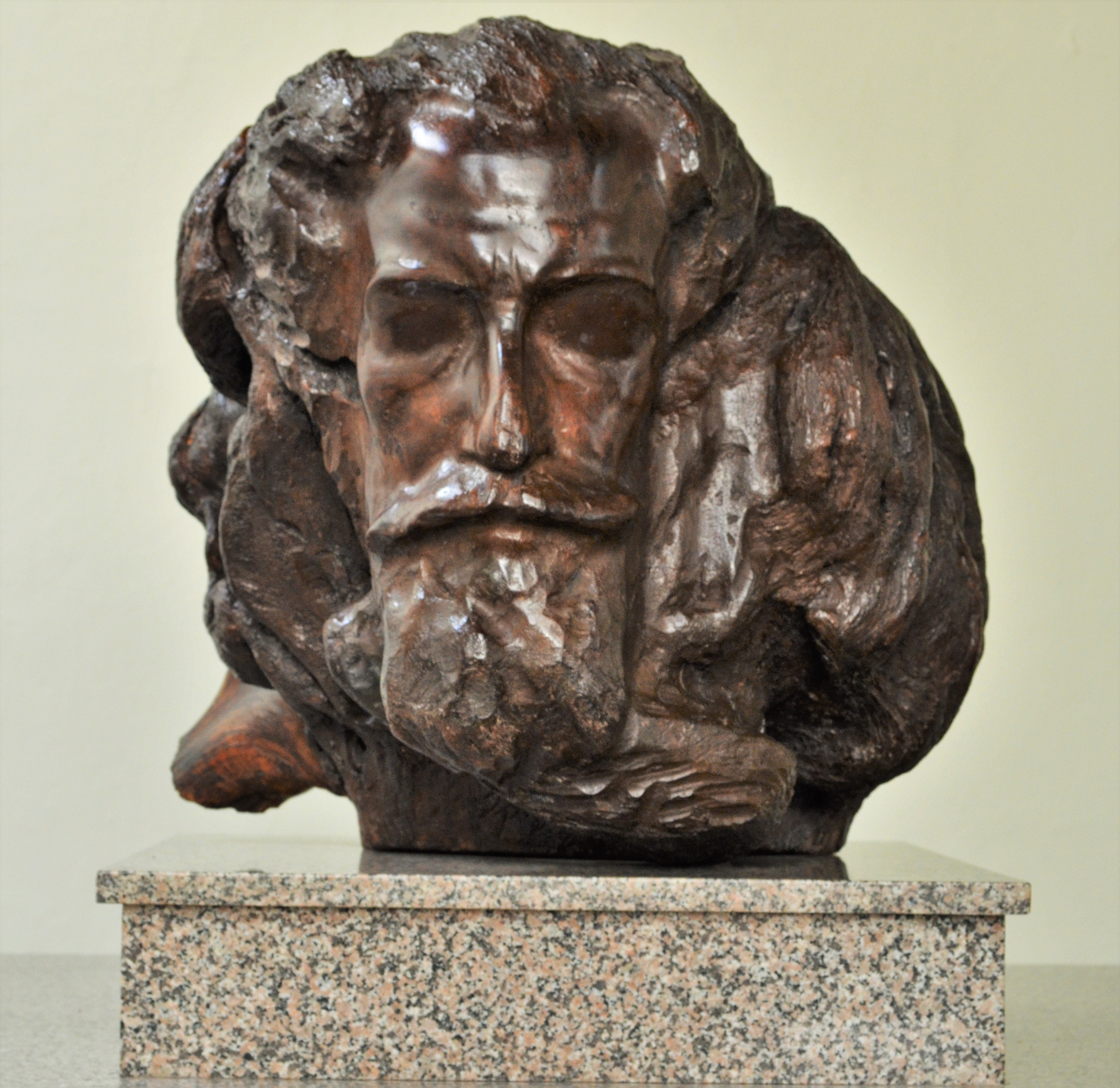
Sculpture taillée dans la racine de caroube représentant la tête de Horacio Quiroga.
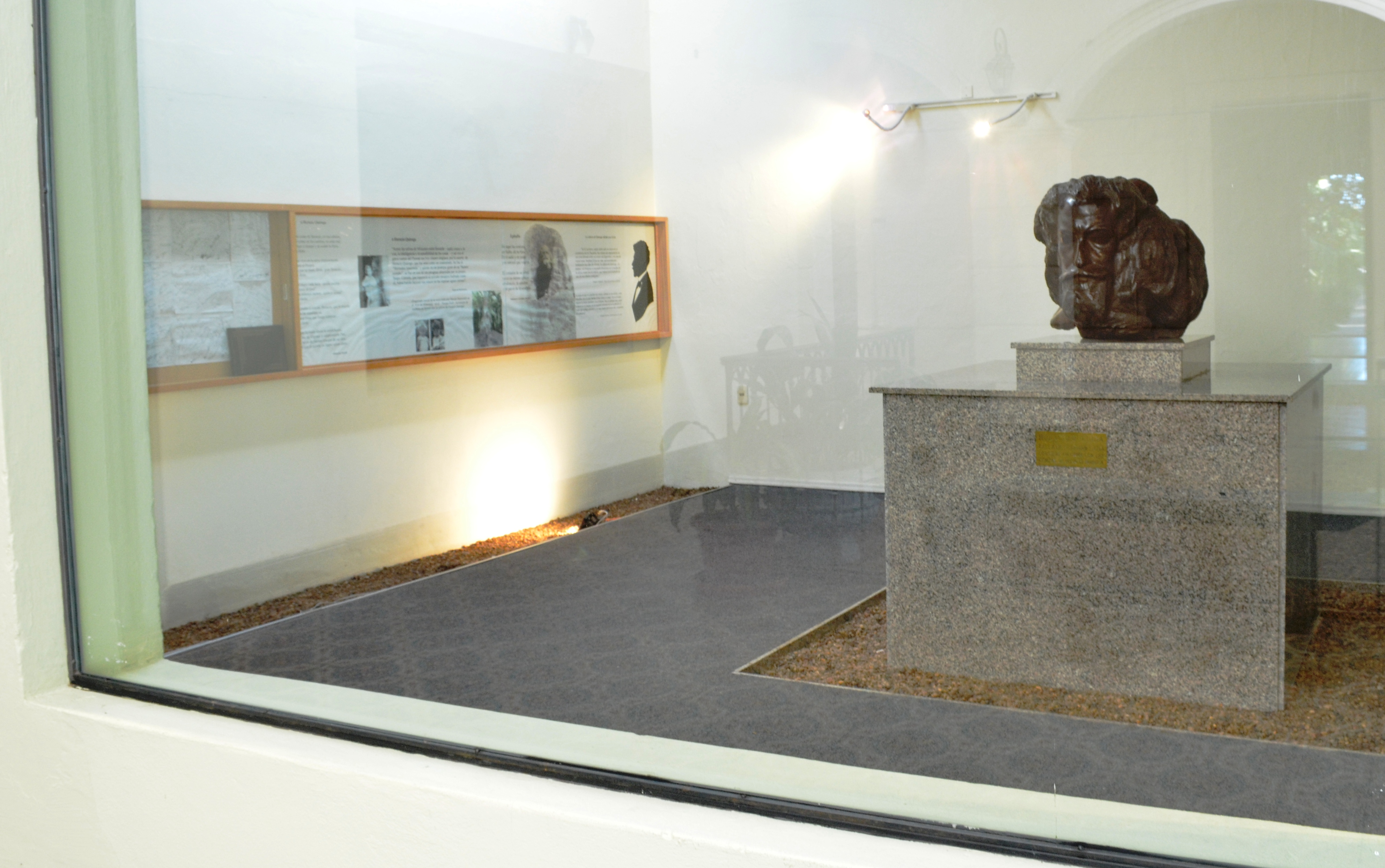
Urne funéraire du poète Horacio  Quiroga où sont placées ses cendres.